# Alvania subsoluta
Alvania subsoluta är en snäckart som först beskrevs av Aradas 1847.  Alvania subsoluta ingår i släktet Alvania och familjen Rissoidae. Enligt den svenska rödlistan är arten otillräckligt studerad i Sverige. Arten förekommer i Götaland. Artens livsmiljö är havet. Inga underarter finns listade i Catalogue of Life.